# Еміль Конрадсен Сейде
Еміль Конрадсен Сейде (норв. Emil Konradsen Ceide, нар. 3 вересня 2001, Фіннснесс, Норвегія) — норвезький футболіст гаїтянського походження, півзахисник «Русенборга».

## Клубна кар'єра
Еміль — вихованець футбольного клубу «Фіннснесс». У травні 2017 року перейшов з «Фіннснесса» до «Русенборга». Виступав за молодіжну команду. Починаючи з сезону 2018 року тренувався з основною командою.
Дебютував у футболці «Русенборга» 20 квітня 2018 року в переможному (4:2) поєдинку кубку Норвегії проти «Трігг / Ладе». Тиждень по тому вийшов на заміну в переможному (1:0) поєдинку суперкубку Норвегії проти «Ліллестрема». У чемпіонаті Норвегії дебютував 7 липня того ж року, вийшовши на 84-ій хвилині переможного (2:1) поєдинку проти «Тромсе». У травні 2019 року підписав новий контракт з «Русенборгом» (до кінця 2021 року), завдяки чому офіційном став членом першої команди. У серпні 2019 року вдруге вийшов у стартовому складі «Русенборгу», але відзначився двома результативними передачами та допоміг команді обіграти «Тромсе» (5:2).
В січні 2022 року Сейде на правах оренди перейшов до італійського клубу «Сассуоло». По завершенні сезону футболіст підписав з клубом контракт на повноцінній основі.
Зігравши в команді тридцять матчів, влітку 2024 року Сейде повернувся до «Русенборга» на правах річної оренди. В червні 2025 року норвезький клуб повністю викупив контракт вінгера.

## Міжнародна кар'єра
З 2021 по 2023 роки Сейде виступав за молодіжну збірну Норвегії.

## Статистика виступів

### Клубна
Станом на 20 травня 2021
| Клуб              | Сезон             | Дивізіон          | Чемпіонат | Чемпіонат | Кубок | Кубок | Єврокубки | Єврокубки | Інші1 | Інші1 | Загалом | Загалом |
| Клуб              | Сезон             | Дивізіон          | Матчі     | Голи      | Матчі | Голи  | Матчі     | Голи      | Матчі | Голи  | Матчі   | Голи    |
| ----------------- | ----------------- | ----------------- | --------- | --------- | ----- | ----- | --------- | --------- | ----- | ----- | ------- | ------- |
| «Фіннснес»        | 2017              | 2. Дивізіон       | 1         | 0         | 1     | 0     | 0         | 0         | 0     | 0     | 2       | 0       |
| «Фіннснес»        | Загалом           | Загалом           | 1         | 0         | 1     | 0     | 0         | 0         | 0     | 0     | 2       | 0       |
| «Русенборг»       | 2018              | Елітесеріен       | 2         | 0         | 1     | 0     | 0         | 0         | 1     | 0     | 4       | 0       |
| «Русенборг»       | 2019              | Елітесеріен       | 9         | 0         | 2     | 0     | 5         | 0         | 0     | 0     | 16      | 0       |
| «Русенборг»       | 2020              | Елітесеріен       | 28        | 0         | 0     | 0     | 1         | 0         | 0     | 0     | 29      | 0       |
| «Русенборг»       | 2021              | Елітесеріен       | 4         | 0         | 0     | 0     | 0         | 0         | 0     | 0     | 4       | 0       |
| «Русенборг»       | Загалом           | Загалом           | 43        | 0         | 3     | 0     | 6         | 0         | 1     | 0     | 53      | 0       |
| Усього за кар'єру | Усього за кар'єру | Усього за кар'єру | 44        | 0         | 4     | 0     | 6         | 0         | 1     | 0     | 55      | 0       |

1 Включаючи матчі в суперкубку Норвегії

## Особисте життя
Батько Еміля — гаїтянин, а мати — норвежка. Має також брата-близнюка Міккеля, який також навчається «Русенборзі» і грає за одну з юнацьких команд. Вони двоюрідні брати з гравцем «Русенборгу» Андерсом Конрадсеном та гравцем «Буде-Глімта» Мортеном Конрадсеном.

## Досягнення

### Як гравця
«Русенборг»
- Кубок Норвегії
  -  Володар (1): 2018

- Суперкубок Норвегії
  -  Володар (1): 2018

- Юнацький чемпіонат Норвегії (U-19)
  -  Чемпіон (1): 2019[6]